# AZS Olsztyn w sezonie 2008/2009

## Transfery

### Przyszli
| Imię i nazwisko        | Poprzedni klub              |
| ---------------------- | --------------------------- |
| Tomasz Józefacki       | Resovia                     |
| Olli Kunnari           | AS Cannes                   |
| Jakub Oczko            | Delecta Bydgoszcz           |
| Tomasz Kowalczyk       | AZS Politechnika Warszawska |
| Krzysztof Andrzejewski | Energetyk Jaworzno          |
| Michał Chaberek        | AZS Politechnika Warszawska |

### Odeszli
| Imię i nazwisko    | Lata gry w AZS | Nowy klub                |
| ------------------ | -------------- | ------------------------ |
| Sinan Cem Tanık    | 2006-2008      | Galatasaray              |
| Marcin Lubiejewski | 2006-2008      | Siatkarz Wieluń          |
| Frank Dehne        | 2007-2008      | Marmi Lanza Werona       |
| Paweł Kuciński     | 2001-2008      | AZS Zielona Góra         |
| Marcin Kudłacik    | 2007-2008      | GTPS Gorzów Wielkopolski |
| Michał Ruciak      | 2004-2008      | ZAKSA Kędzierzyn-Koźle   |
| Björn Andrae       | 2007-2008      | Panathinaikos AO         |
| Marcin Możdżonek   | 2004-2008      | Skra Bełchatów           |
| Richard Lambourne  | 2006-2008      | Lokomotiw Jekaterynburg  |

## Drużyna

### Sztab
| Pierwszy trener                  | Mariusz Sordyl    |
| Drugi trener / Kierownik drużyny | Leszek Urbanowicz |
| Trener przygotowania fizycznego  | Ryszard Biernat   |
| Masażysta                        | Mirosław Gozdan   |
| Statystyk(Scout)                 | Paweł Janicki     |

### Zawodnicy
| Nr. | Imię i nazwisko        | Data urodzenia            | Wzrost | Pozycja      |
| --- | ---------------------- | ------------------------- | ------ | ------------ |
| 1   | Tomasz Kowalczyk       | 15 marca 1976(dts)        | 198 cm | środkowy     |
| 2   | Wojciech Grzyb         | 4 stycznia 1981(dts)      | 205 cm | środkowy     |
| 3   | Michał Chaberek        | 20 marca 1987(dts)        | 194 cm | przyjmujący  |
| 5   | Paweł Zagumny          | 18 października 1977(dts) | 200 cm | rozgrywający |
| 6   | Artur Jacyszyn         | 4 lipca 1988(dts)         | 194 cm | przyjmujący  |
| 8   | Jakub Oczko            | 27 grudnia 1981(dts)      | 193 cm | rozgrywający |
| 9   | Krzysztof Andrzejewski | 26 stycznia 1983(dts)     | 181 cm | libero       |
| 10  | Grzegorz Szymański     | 12 lipca 1978(dts)        | 203 cm | atakujący    |
| 11  | Tomasz Józefacki       | 5 maja 1980(dts)          | 192 cm | atakujący    |
| 12  | Olli Kunnari           | 2 lutego 1982(dts)        | 196 cm | przyjmujący  |
| 13  | Łukasz Szablewski      | 5 października 1988(dts)  | 203 cm | rozgrywający |
| 14  | Paweł Siezieniewski    | 27 grudnia 1981(dts)      | 199 cm | przyjmujący  |
| 16  | Tomasz Stańczuk        | 1 września 1988(dts)      | 204 cm | środkowy     |
| 17  | Marek Wawrzyniak       | 15 stycznia 1987(dts)     | 195 cm | przyjmujący  |

## Mecze w PlusLidze

### Faza zasadnicza
| 10 października 2008 | AZS UWM Olsztyn           | 3:0 (25:23, 25:23, 25:23) | Jadar Radom              | Hala Urania, Olsztyn                                          |  |
| 18:00                | Grzegorz Szymański 15 pkt | statystyki                | Wojciech Żaliński 15 pkt | Widzów: 1100 Sędziowie: Jasiński Dariusz i Maciejewski Maciej |  |

| 17 października 2008 | J.W. Construction OSRAM AZS Politechnika Warszawska | 1:3 (18:25, 19:25, 30:28, 20:25) | AZS UWM Olsztyn     | Arena Ursynów, Warszawa                                    |  |
| 18:00                | Radosław Rybak 18 pkt                               | statystyki                       | Olli Kunnari 19 pkt | Widzów: 1600 Sędziowie: Darocha Henryk i Kasprzyk Wojciech |  |

| 25 października 2008 | AZS UWM Olsztyn     | 1:3 (21:25, 25:23, 23:25, 24:26) | PGE Skra Bełchatów   | Hala Urania, Olsztyn                     |  |
| 15:00                | Olli Kunnari 15 pkt | statystyki                       | Bartosz Kurek 21 pkt | Sędziowie: Twardowski Maciej i Sęk Jacek |  |

| 8 listopada 2008 | Domex Tytan AZS Częstochowa | 0:3 (20:25, 19:25, 18:25) | AZS UWM Olsztyn     | Hala Polonia, Częstochowa                             |  |
| 17:00            | Smilen Mljakow 17 pkt       | statystyki                | Olli Kunnari 17 pkt | Widzów: 1600 Sędziowie: Janik Tomasz i Rybiński Piotr |  |

| 15 listopada 2008 | AZS UWM Olsztyn     | 3:1 (25:22, 19:25, 25:22, 25:19) | Trefl Gdańsk             | Hala Urania, Olsztyn                                      |  |
| 17:00             | Olli Kunnari 19 pkt | statystyki                       | Łukasz Kadziewicz 17 pkt | Widzów: 2200 Sędziowie: Strzylak Sylwester i Soból Janusz |  |

| 22 listopada 2008 | AZS UWM Olsztyn           | 3:1 (25:20, 19:25, 25:19, 25:22) | Jastrzębski Węgiel    | Hala Urania, Olsztyn                                  |  |
| 14:45             | Grzegorz Szymański 21 pkt | statystyki                       | Robert Prygiel 17 pkt | Widzów: 2150 Sędziowie: Jacyna Grzegorz i Hojka Jacek |  |

| 29 listopada 2008 | Asseco Resovia Rzeszów | 3:1 (24:26, 25:15, 25:18, 25:20) | AZS UWM Olsztyn     | Hala Podpromie, Rzeszów                                |  |
| 14:45             | Paweł Papke 24 pkt     | statystyki                       | Olli Kunnari 16 pkt | Widzów: 4200 Sędziowie: Maroszek Wojciech i Król Piotr |  |

| 6 grudnia 2008 | AZS UWM Olsztyn           | 0:3 (22:25, 21:25, 26:28) | ZAKSA Kędzierzyn-Koźle | Hala Urania, Olsztyn                                  |  |
| 14:45          | Grzegorz Szymański 21 pkt | statystyki                | Dominik Witczak 19 pkt | Widzów: 2700 Sędziowie: Twardowski Maciej i Sęk Jacek |  |

| 14 grudnia 2008 | Delecta Bydgoszcz   | 1:3 (25:21, 22:25, 19:25, 23:25) | AZS UWM Olsztyn     | Hala Łucznika, Bydgoszcz |  |
| 14:45           | Martin Sopko 18 pkt | statystyki                       | Olli Kunnari 19 pkt | Widzów: 2100             |  |

| 20 grudnia 2008 | Jadar Radom         | 3:1 (12:25, 25:18, 26:24, 25:15) | AZS UWM Olsztyn     | Hala MOSiR, Radom                               |  |
| 18:00           | Marcin Kocik 18 pkt | statystyki                       | Olli Kunnari 19 pkt | Sędziowie: Sokół Katarzyna i Maciejewski Maciej |  |

| 4 stycznia 2009 | AZS UWM Olsztyn           | 3:0 (27:25, 33:31, 25:14) | J.W. Construction OSRAM AZS Politechnika Warszawska | Hala Urania, Olsztyn                                      |  |
| 14:45           | Grzegorz Szymański 20 pkt | statystyki                | Rafał Buszek 12 pkt                                 | Widzów: 1000 Sędziowie: Klehr Grzegorz i Jasiński Dariusz |  |

| 9 stycznia 2009 | PGE Skra Bełchatów    | 3:0 (25:15, 25:13, 25:17) | AZS UWM Olsztyn                           | Hala Energia, Bełchatów                               |  |
| 18:00           | Daniel Pliński 12 pkt | statystyki                | Tomasz Józefacki 9 pkt Olli Kunnari 9 pkt | Widzów: 2500 Sędziowie: Hojka Jacek i Jacyna Grzegorz |  |

| 28 lutego 2009 | AZS UWM Olsztyn           | 2:3 (25:16, 27:29, 25:16, 24:26, 19:21) | Domex Tytan AZS Częstochowa | Hala Urania, Olsztyn                                     |  |
| 14:45          | Grzegorz Szymański 23 pkt | statystyki                              | Smilen Mljakow 27 pkt       | Widzów: 1700 Sędziowie: Soból Janusz i Twardowski Maciej |  |

| 24 stycznia 2009 | Trefl Gdańsk           | 1:3 (25:23, 15:25, 16:25, 13:25) | AZS UWM Olsztyn           | Hala AWFiS, Gdańsk                                       |  |
| 17:00            | Wojciech Winnik 16 pkt | statystyki                       | Grzegorz Szymański 14 pkt | Widzów: 1550 Sędziowie: Twardowski Maciej i Janik Tomasz |  |

| 31 stycznia 2009 | Jastrzębski Węgiel                                | 3:0 (25:17, 25:22, 25:17) | AZS UWM Olsztyn           | Hala KWK Borynia, Jastrzębie-Zdrój                  |  |
| 17:00            | Robert Prygiel 16 pkt Rafael de Souza Lins 16 pkt | statystyki                | Grzegorz Szymański 13 pkt | Widzów: 1000 Sędziowie: Dudek Piotr i Dworak Robert |  |

| 7 lutego 2009 | AZS UWM Olsztyn         | 1:3 (20:25, 25:21, 24:26, 21:25) | Asseco Resovia Rzeszów | Hala Urania, Olsztyn                                       |  |
| 14:45         | Tomasz Józefacki 20 pkt | statystyki                       | Marcin Wika 19 pkt     | Widzów: 2100 Sędziowie: Darocha Henryk i Maroszek Wojciech |  |

| 14 lutego 2009 | ZAKSA Kędzierzyn-Koźle | 3:1 (30:28, 27:25, 20:25, 25:21) | AZS UWM Olsztyn                             | Hala Azoty, Kędzierzyn-Koźle                             |  |
| 17:00          | Dominik Witczak 19 pkt | statystyki                       | Tomasz Józefacki 21 pkt Olli Kunnari 21 pkt | Widzów: 3000 Sędziowie: Twardowski Maciej i Soból Janusz |  |

| 21 lutego 2009 | AZS UWM Olsztyn         | 3:2 (25:19, 25:21, 21:25, 20:25, 15:13) | Delecta Bydgoszcz   | Hala Urania, Olsztyn                                       |  |
| 14:45          | Tomasz Józefacki 18 pkt | statystyki                              | Martin Sopko 18 pkt | Widzów: 700 Sędziowie: Maciejewski Maciej i Klehr Grzegorz |  |

### Faza playoff – ćwierćfinał (do 3 zwycięstw)
| 13 marca 2009 | Jastrzębski Węgiel    | 3:0 (25:23, 25:21, 25:21) | AZS UWM Olsztyn           | Hala KWK Borynia, Jastrzębie-Zdrój                   |  |
| 18:00         | Robert Prygiel 16 pkt | statystyki                | Grzegorz Szymański 13 pkt | Widzów: 1500 Sędziowie: Herbik Marcin i Janik Tomasz |  |

| 14 marca 2009 | Jastrzębski Węgiel    | 3:0 (25:17, 25:18, 25:21) | AZS UWM Olsztyn            | Hala KWK Borynia, Jastrzębie-Zdrój                      |  |
| 17:00         | Benjamin Hardy 15 pkt | statystyki                | Paweł Siezieniewski 15 pkt | Widzów: 2000 Sędziowie: Jasiński Dariusz i Soból Janusz |  |

| 31 marca 2009 | AZS UWM Olsztyn         | 2:3 (25:21, 25:23, 22:25, 12:25, 11:15) | Jastrzębski Węgiel      | Hala Urania, Olsztyn                                           |  |
| 18:00         | Tomasz Józefacki 17 pkt | statystyki                              | Guillaume Samica 27 pkt | Widzów: 1300 Sędziowie: Twardowski Maciej i Strzylak Sylwester |  |

### Faza playoff – mecze o miejsca 5-8 (do 2 zwycięstw)
| 9 kwietnia 2009 | Delecta Bydgoszcz     | 1:3 (25:20, 23:25, 18:25, 23:25) | AZS UWM Olsztyn         | Hala Łucznika, Bydgoszcz                                  |  |
| 18:00           | Dawid Konarski 24 pkt | statystyki                       | Tomasz Józefacki 18 pkt | Widzów: 1500 Sędziowie: Janik Tomasz i Maciejewski Maciej |  |

| 17 kwietnia 2009 | AZS UWM Olsztyn     | 3:1 (26:24, 27:25, 17:25, 32:30) | Delecta Bydgoszcz     | Hala Urania, Olsztyn                                  |  |
| 18:00            | Olli Kunnari 21 pkt | statystyki                       | Dawid Konarski 19 pkt | Widzów: 500 Sędziowie: Król Piotr i Kasprzyk Wojciech |  |

### Faza playoff – mecze o miejsce 5 (do 2 zwycięstw)
| 21 kwietnia 2009 | Domex Tytan AZS Częstochowa | 3:1 (27:29, 25:21, 25:22, 25:18) | AZS UWM Olsztyn         | Hala Polonia, Częstochowa                                 |  |
| 18:00            | Smilen Mljakow 22 pkt       | statystyki                       | Tomasz Józefacki 16 pkt | Widzów: 1500 Sędziowie: Twardowski Maciej i Lemek Andrzej |  |

| 24 kwietnia 2009 | AZS UWM Olsztyn         | 3:2 (25:20, 25:21, 20:25, 27:29, 15:13) | Domex Tytan AZS Częstochowa | Hala Urania, Olsztyn                                |  |
| 18:00            | Tomasz Józefacki 24 pkt | statystyki                              | Zbigniew Bartman 25 pkt     | Widzów: 800 Sędziowie: Janik Tomasz i Herbik Marcin |  |

| 25 kwietnia 2009 | AZS UWM Olsztyn     | 1:3 (28:26, 21:25, 19:25, 22:25) | Domex Tytan AZS Częstochowa | Hala Urania, Olsztyn                     |  |
| 17:00            | Olli Kunnari 19 pkt | statystyki                       | Smilen Mljakow 22 pkt       | Sędziowie: Jacyna Grzegorz i Hojka Jacek |  |

### Wyjściowe ustawienia i zmiany

#### W fazie zasadniczej
| Nr | Imię i nazwisko        | 1    | 2    | 3    | 4    | 5    | 6    | 7    | 8    | 9    | 10   | 11   | 12   | 13   | 14   | 15   | 16   | 17   | 18   |
| -- | ---------------------- | ---- | ---- | ---- | ---- | ---- | ---- | ---- | ---- | ---- | ---- | ---- | ---- | ---- | ---- | ---- | ---- | ---- | ---- |
| 1  | Tomasz Kowalczyk       | 4 !  | 2 !  | 2 !  | 2 !  | 3 !  | 4 !  | 2 !  | 6 !  | 2 !  | 4 !  | G !  | 1 !  | 2 !  | 1 !  | 4 !  | 3 !  | 4 !  | 2 !  |
| 2  | Wojciech Grzyb         | 1 !  | 5 !  | 5 !  | 5 !  | 6 !  | 1 !  | 5 !  | 3 !  | 5 !  | 1 !  | G !  | 4 !  | 5 !  | 4 !  | 1 !  | 6 !  | 1 !  | 5 !  |
| 3  | Michał Chaberek        | ZZ ! | ZZ ! | ZZ ! | ZZ ! | ZZ ! | ZZ ! | Z !  | Z !  | ZZ ! | Z !  | ZZ ! | ZZ ! | 4 !  | ZZ ! | ZZ ! | ZZ ! | ZZ ! | Z !  |
| 5  | Paweł Zagumny          | ZZ ! | Z !  | Z !  | 6 !  | 1 !  | 2 !  | 6 !  | 4 !  | 6 !  | 2 !  | G !  | 5 !  | 6 !  | 5 !  | 2 !  | ZZ ! | ZZ ! | ZZ ! |
| 6  | Artur Jacyszyn         | ZZ ! | ZZ ! | ZZ ! | ZZ ! | ZZ ! | ZZ ! | ZZ ! | ZZ ! | ZZ ! | ZZ ! | ZZ ! | ZZ ! | ZZ ! | ZZ ! | ZZ ! | ZZ ! | ZZ ! | ZZ ! |
| 8  | Jakub Oczko            | 2 !  | 6 !  | 6 !  | Z !  | Z !  | ZZ ! | Z !  | ZZ ! | ZZ ! | Z !  | ZZ ! | Z !  | Z !  | ZZ ! | Z !  | 1 !  | 2 !  | 6 !  |
| 9  | Krzysztof Andrzejewski | L    | L    | L    | L    | L    | L    | L    | L    | L    | L    | L    | L    | L    | L    | L    | L    | L    | L    |
| 10 | Grzegorz Szymański     | 5 !  | 3 !  | 3 !  | 3 !  | 4 !  | 5 !  | ZZ ! | 1 !  | 3 !  | 5 !  | G !  | 2 !  | 3 !  | Z !  | 5 !  | ZZ ! | ZZ ! | ZZ ! |
| 11 | Tomasz Józefacki       | Z !  | Z !  | Z !  | Z !  | Z !  | Z !  | 3 !  | Z !  | Z !  | Z !  | Z !  | Z !  | Z !  | 2 !  | Z !  | 4 !  | 5 !  | 3 !  |
| 12 | Olli Kunnari           | 3 !  | 1 !  | 1 !  | 1 !  | 2 !  | 3 !  | 1 !  | 5 !  | 1 !  | 3 !  | G !  | 6 !  | 1 !  | 6 !  | 3 !  | 2 !  | 3 !  | 1 !  |
| 13 | Łukasz Szablewski      | ZZ ! | ZZ ! | ZZ ! | ZZ ! | ZZ ! | ZZ ! | ZZ ! | ZZ ! | ZZ ! | ZZ ! | ZZ ! | ZZ ! | ZZ ! | ZZ ! | ZZ ! | ZZ ! | Z !  | ZZ ! |
| 14 | Paweł Siezieniewski    | 6 !  | 4 !  | 4 !  | 4 !  | 5 !  | 6 !  | 4 !  | 2 !  | 4 !  | 6 !  | G !  | 3 !  | ZZ ! | 3 !  | 6 !  | 5 !  | 6 !  | 4 !  |
| 16 | Tomasz Stańczuk        | ZZ ! | ZZ ! | ZZ ! | ZZ ! | ZZ ! | ZZ ! | ZZ ! | ZZ ! | ZZ ! | ZZ ! | ZZ ! | ZZ ! | ZZ ! | ZZ ! | Z !  | ZZ ! | ZZ ! | ZZ ! |
| 17 | Marek Wawrzyniak       | Z !  | ZZ ! | ZZ ! | ZZ ! | ZZ ! | ZZ ! | ZZ ! | ZZ ! | ZZ ! | ZZ ! | ZZ ! | Z !  | ZZ ! | ZZ ! | ZZ ! | ZZ ! | ZZ ! | Z !  |

– – zawodnicy w wyjściowym ustawieniu (cyfra oznacza strefę, w której rozpoczynali mecz)

 – zawodnicy wchodzący na zmiany

L – libero

#### W fazie playoff
| Nr | Imię i nazwisko        | JW1  | JW2  | JW3  | DB1  | DB2  | CZ1  | CZ2  | CZ3  |
| -- | ---------------------- | ---- | ---- | ---- | ---- | ---- | ---- | ---- | ---- |
| 1  | Tomasz Kowalczyk       | 3 !  | 2 !  | 2 !  | 2 !  | 3 !  | 2 !  | 2 !  | 2 !  |
| 2  | Wojciech Grzyb         | 6 !  | 5 !  | 5 !  | 5 !  | 6 !  | 5 !  | 5 !  | 5 !  |
| 3  | Michał Chaberek        | ZZ ! | Z !  | Z !  | ZZ ! | Z !  | Z !  | Z !  | Z !  |
| 5  | Paweł Zagumny          | 1 !  | 6 !  | 6 !  | Z !  | 1 !  | 6 !  | 6 !  | 6 !  |
| 6  | Artur Jacyszyn         | ZZ ! | ZZ ! | ZZ ! | ZZ ! | ZZ ! | ZZ ! | ZZ ! | ZZ ! |
| 8  | Jakub Oczko            | Z !  | ZZ ! | Z !  | 6 !  | Z !  | Z !  | Z !  | Z !  |
| 9  | Krzysztof Andrzejewski | L    | L    | L    | L    | L    | L    | L    | L    |
| 10 | Grzegorz Szymański     | 4 !  | 3 !  | Z !  | ZZ ! | ZZ ! | ZZ ! | ZZ ! | ZZ ! |
| 11 | Tomasz Józefacki       | Z !  | Z !  | 3 !  | 3 !  | 4 !  | 3 !  | 3 !  | 3 !  |
| 12 | Olli Kunnari           | 2 !  | 1 !  | 1 !  | 1 !  | 2 !  | 1 !  | 1 !  | 1 !  |
| 13 | Łukasz Szablewski      | ZZ ! | ZZ ! | ZZ ! | ZZ ! | ZZ ! | ZZ ! | ZZ ! | ZZ ! |
| 14 | Paweł Siezieniewski    | 5 !  | 4 !  | 4 !  | 4 !  | 5 !  | 4 !  | 4 !  | 4 !  |
| 16 | Tomasz Stańczuk        | ZZ ! | ZZ ! | Z !  | ZZ ! | Z !  | ZZ ! | ZZ ! | ZZ ! |
| 17 | Marek Wawrzyniak       | ZZ ! | Z !  | Z !  | ZZ ! | Z !  | ZZ ! | ZZ ! | ZZ ! |

– – zawodnicy w wyjściowym ustawieniu (cyfra oznacza strefę, w której rozpoczynali mecz)

 – zawodnicy wchodzący na zmiany

L – libero

## Mecze w Pucharze Polski

### Ćwierćfinał
| 4 lutego 2009 | Delecta Bydgoszcz | 2:3 (25:23, 25:22, 21:25, 23:25, 13:15) | AZS UWM Olsztyn | Hala Łucznika, Bydgoszcz                      |  |
| 18:00         |                   | statystyki                              |                 | Sędziowie: Darocha Henryk i Kasprzyk Wojciech |  |

| 19 lutego 2009 | AZS UWM Olsztyn | 3:1 (27:25, 19:25, 25:22, 25:23) | Delecta Bydgoszcz | Hala OCSiR, Ostróda                            |  |
| 17:00          |                 | statystyki                       |                   | Sędziowie: Maciejewski Maciej i Klehr Grzegorz |  |

### Półfinał
| 7 marca 2009 | AZS UWM Olsztyn | 3:2 (18:25, 25:22, 25:15, 22:25, 15:13) | ZAKSA Kędzierzyn-Koźle | Hala Legionów, Kielce                                |  |
| 18:00        |                 | statystyki                              |                        | Widzów: 4000 Sędziowie: Soból Janusz i Dworak Robert |  |

### Finał
| 8 marca 2009 | PGE Skra Bełchatów | 3:0 (25:20, 25:21, 25:20) | AZS UWM Olsztyn | Hala Legionów, Kielce                                 |  |
| 14:45        |                    | statystyki                |                 | Widzów: 4000 Sędziowie: Jacyna Grzegorz i Hojka Jacek |  |

### Wyjściowe ustawienia i zmiany
| Nr | Imię i nazwisko        | DB1  | DB2  | KK   | SB   |
| -- | ---------------------- | ---- | ---- | ---- | ---- |
| 1  | Tomasz Kowalczyk       | G !  | G !  | G !  | G !  |
| 2  | Wojciech Grzyb         | G !  | G !  | G !  | G !  |
| 3  | Michał Chaberek        | Z !  | G !  | Z !  | Z !  |
| 5  | Paweł Zagumny          | ZZ ! | ZZ ! | G !  | G !  |
| 6  | Artur Jacyszyn         | ZZ ! | ZZ ! | ZZ ! | ZZ ! |
| 8  | Jakub Oczko            | G !  | G !  | ZZ ! | ZZ ! |
| 9  | Krzysztof Andrzejewski | L    | L    | L    | L    |
| 10 | Grzegorz Szymański     | ZZ ! | Z !  | G !  | G !  |
| 11 | Tomasz Józefacki       | G !  | G !  | Z !  | Z !  |
| 12 | Olli Kunnari           | G !  | G !  | G !  | G !  |
| 13 | Łukasz Szablewski      | ZZ ! | ZZ ! | ZZ ! | ZZ ! |
| 14 | Paweł Siezieniewski    | G !  | ZZ ! | G !  | G !  |
| 16 | Tomasz Stańczuk        | ZZ ! | ZZ ! | ZZ ! | ZZ ! |
| 17 | Marek Wawrzyniak       | ZZ ! | ZZ ! | ZZ ! | ZZ ! |

 – zawodnicy w wyjściowym składzie

 – zawodnicy wchodzący na zmiany

L – libero

## Mecze w europejskich pucharach

### Puchar CEV

#### 1/16 finału
| 4 listopada 2008 | Lokomotiw-Biełogorje Biełgorod | 3:0 (25:23, 25:17, 25:22) | AZS UWM Olsztyn     | Sports Palace Cosmos, Biełgorod                       |  |
| 18:00            | Gundars Celitans 17 pkt        | raport                    | Olli Kunnari 11 pkt | Widzów: 3200 Sędziowie: Vincent Debarre i Juraj Mokry |  |

| 12 listopada 2008 | AZS UWM Olsztyn | 0:3 (17:25, 13:25, 22:25) | Lokomotiw-Biełogorje Biełgorod | Hala Urania, Olsztyn                                |  |
| 18:00             |                 | raport                    |                                | Widzów: 1600 Sędziowie: Silvian Lungu i Margus Kupp |  |

### Puchar Challenge

#### 1/16 finału
| 10 grudnia 2008 | AZS UWM Olsztyn                             | 0:3 (19:25, 20:25, 20:25) | Sisley Treviso         | Hala Urania, Olsztyn                                     |  |
| 20:30           | Grzegorz Szymański 9 pkt Olli Kunnari 9 pkt | raport                    | Alberto Cisolla 19 pkt | Widzów: 1870 Sędziowie: Juhani Kainulainen i Margus Kupp |  |

| 17 grudnia 2008 | Sisley Treviso         | 3:0 (25:17, 25:18, 25:20) | AZS UWM Olsztyn            | Palazzo del Turismo, Jesolo                                      |  |
| 20:30           | Alberto Cisolla 14 pkt | raport                    | Paweł Siezieniewski 15 pkt | Widzów: 420 Sędziowie: Michail Themelis i Jose Luis Arrarte Mira |  |

### Wyjściowe ustawienia i zmiany
| Nr | Imię i nazwisko        | LM1  | LM2  | ST1  | ST2  |
| -- | ---------------------- | ---- | ---- | ---- | ---- |
| 1  | Tomasz Kowalczyk       | G !  | G !  | G !  | G !  |
| 2  | Wojciech Grzyb         | G !  | G !  | G !  | G !  |
| 3  | Michał Chaberek        | ZZ ! | ZZ ! | Z !  | ZZ ! |
| 5  | Paweł Zagumny          | G !  | G !  | G !  | G !  |
| 6  | Artur Jacyszyn         | ZZ ! | ZZ ! | ZZ ! | ZZ ! |
| 8  | Jakub Oczko            | Z !  | Z !  | Z !  | Z !  |
| 9  | Krzysztof Andrzejewski | L    | L    | L    | L    |
| 10 | Grzegorz Szymański     | G !  | G !  | G !  | G !  |
| 11 | Tomasz Józefacki       | Z !  | Z !  | Z !  | Z !  |
| 12 | Olli Kunnari           | G !  | G !  | G !  | G !  |
| 13 | Łukasz Szablewski      | ZZ ! | ZZ ! | ZZ ! | ZZ ! |
| 14 | Paweł Siezieniewski    | G !  | G !  | G !  | G !  |
| 16 | Tomasz Stańczuk        | ZZ ! | Z !  | ZZ ! | Z !  |
| 17 | Marek Wawrzyniak       | Z !  | Z !  | Z !  | ZZ ! |

 – zawodnicy w wyjściowym składzie

 – zawodnicy wchodzący na zmiany

L – libero

## Statystyki
Statystyki obejmują wszystkie mecze rozegrane w ramach PlusLigi w sezonie 2008/2009. Pierwsza tabela przedstawia osiągnięcia zawodników w poszczególnych elementach na tle całej drużyny. Pozostałe tabele przedstawiają indywidualne osiągnięcia zawodników w wybranych rankingach na tle wszystkich zawodników z pozostałych drużyn.

### Cała drużyna
| Nr           | Zawodnik               | Roz. sety | PUNKTY | PUNKTY | PUNKTY | ZAGRYWKA | ZAGRYWKA | ZAGRYWKA | ZAGRYWKA | ZAGRYWKA | PRZYJĘCIE | PRZYJĘCIE | PRZYJĘCIE | PRZYJĘCIE | PRZYJĘCIE | PRZYJĘCIE | ATAK | ATAK | ATAK | ATAK | ATAK | ATAK | BLOK | BLOK | BLOK |
| Nr           | Zawodnik               | Roz. sety | Suma   | ZP1    | ZPK    | Suma     | ZP       | SP       | ANS      | EZ       | Suma      | SP        | NEG       | BDB       | %BDB      | EP        | Suma | SP   | AZ   | ZPA  | %A   | EA   | SP   | ZP   | BNS  |
| ------------ | ---------------------- | --------- | ------ | ------ | ------ | -------- | -------- | -------- | -------- | -------- | --------- | --------- | --------- | --------- | --------- | --------- | ---- | ---- | ---- | ---- | ---- | ---- | ---- | ---- | ---- |
| 1            | Tomasz Kowalczyk       | 92        | 148    | 79     | 69     | 366      | 20       | 47       | 0,2      | -7%      | 2         | 1         | 0         | 0         | 0%        | -50%      | 157  | 5    | 8    | 78   | 50%  | 46%  | 11   | 50   | 0,5  |
| 2            | Wojciech Grzyb         | 97        | 207    | 122    | 85     | 306      | 11       | 30       | 0,1      | -6%      | 15        | 2         | 3         | 6         | 40%       | 27%       | 262  | 13   | 20   | 138  | 53%  | 48%  | 12   | 60   | 0,6  |
| 3            | Michał Chaberek        | 21        | 39     | 27     | 12     | 54       | 2        | 12       | 0,1      | -19%     | 83        | 7         | 24        | 27        | 33%       | 24%       | 73   | 2    | 11   | 31   | 42%  | 40%  | 2    | 6    | 0,3  |
| 5            | Paweł Zagumny          | 76        | 43     | 20     | 23     | 229      | 3        | 9        | 0,0      | -3%      | 8         | 2         | 5         | 0         | 0%        | -25%      | 33   | 0    | 0    | 17   | 52%  | 52%  | 6    | 23   | 0,3  |
| 6            | Artur Jacyszyn         | 0         | 0      | 0      | 0      | 0        | 0        | 0        | -        | -        | 0         | 0         | 0         | 0         | -         | -         | 0    | 0    | 0    | 0    | -    | -    | 0    | 0    | -    |
| 8            | Jakub Oczko            | 48        | 13     | 2      | 11     | 133      | 1        | 6        | 0,0      | -4%      | 4         | 1         | 3         | 0         | 0%        | -25%      | 10   | 1    | 1    | 3    | 30%  | 20%  | 1    | 9    | 0,2  |
| 9            | Krzysztof Andrzejewski | 99        | 1      | 0      | 1      | 0        | 0        | 0        | 0,0      | -        | 753       | 51        | 194       | 242       | 32%       | 25%       | 1    | 0    | 0    | 1    | 100% | 100% | 0    | 0    | 0,0  |
| 10           | Grzegorz Szymański     | 54        | 244    | 159    | 85     | 206      | 17       | 32       | 0,3      | -7%      | 3         | 1         | 0         | 1         | 33%       | 0%        | 468  | 47   | 48   | 208  | 44%  | 34%  | 7    | 19   | 0,4  |
| 11           | Tomasz Józefacki       | 77        | 204    | 145    | 59     | 231      | 11       | 44       | 0,1      | -14%     | 1         | 1         | 0         | 0         | 0%        | -100%     | 410  | 48   | 40   | 176  | 43%  | 31%  | 1    | 17   | 0,2  |
| 12           | Olli Kunnari           | 94        | 391    | 273    | 118    | 362      | 20       | 46       | 0,2      | -7%      | 439       | 37        | 113       | 163       | 37%       | 29%       | 693  | 48   | 52   | 344  | 50%  | 43%  | 5    | 27   | 0,3  |
| 13           | Łukasz Szablewski      | 1         | 0      | 0      | 0      | 1        | 0        | 1        | 0,0      | -100%    | 0         | 0         | 0         | 0         | -         | -         | 0    | 0    | 0    | 0    | -    | -    | 0    | 0    | 0,0  |
| 14           | Paweł Siezieniewski    | 92        | 256    | 163    | 93     | 332      | 19       | 53       | 0,2      | -10%     | 589       | 54        | 146       | 166       | 28%       | 19%       | 476  | 52   | 54   | 202  | 42%  | 32%  | 8    | 35   | 0,4  |
| 16           | Tomasz Stańczuk        | 9         | 12     | 9      | 3      | 26       | 1        | 5        | 0,1      | -15%     | 2         | 0         | 1         | 1         | 50%       | 50%       | 11   | 1    | 0    | 6    | 55%  | 45%  | 1    | 5    | 0,6  |
| 17           | Marek Wawrzyniak       | 7         | 1      | 0      | 1      | 9        | 1        | 2        | 0,1      | -11%     | 2         | 0         | 0         | 1         | 50%       | 50%       | 0    | 0    | 0    | 0    | -    | -    | 0    | 0    | 0,0  |
| Cała drużyna | Cała drużyna           | 100       | 1561   | 560    | 1001   | 2255     | 106      | 287      | 1,1      | -8%      | 1901      | 157       | 489       | 602       | 32%       | 23%       | 2595 | 216  | 234  | 1206 | 46%  | 38%  | 54   | 251  | 2,5  |

### Ranking „Punkty na set”
| Poz. | Zawodnik               | Specjalność  | Drużyna                     | Roz. mecze | Roz. sety | Punkty | Zdobyte punkty po kontrze | Punkty na set |
| ---- | ---------------------- | ------------ | --------------------------- | ---------- | --------- | ------ | ------------------------- | ------------- |
| 1    | Mariusz Wlazły         | atakujący    | PGE Skra Bełchatów          | 24         | 67        | 289    | 106                       | 4,37          |
| 2    | Zbigniew Bartman       | przyjmujący  | Domex Tytan AZS Częstochowa | 27         | 113       | 483    | 171                       | 4,32          |
| 3    | Mikko Oivanen          | atakujący    | Asseco Resovia              | 27         | 92        | 386    | 122                       | 4,24          |
| 6    | Olli Kunnari           | przyjmujący  | AZS UWM Olsztyn             | 26         | 94        | 391    | 118                       | 4             |
| 11   | Grzegorz Szymański     | atakujący    | AZS UWM Olsztyn             | 24         | 54        | 244    | 85                        | 3,68          |
| 25   | Tomasz Józefacki       | atakujący    | AZS UWM Olsztyn             | 26         | 77        | 204    | 59                        | 2,85          |
| 26   | Paweł Siezieniewski    | przyjmujący  | AZS UWM Olsztyn             | 26         | 92        | 256    | 93                        | 2,75          |
| 49   | Wojciech Grzyb         | środkowy     | AZS UWM Olsztyn             | 26         | 97        | 207    | 85                        | 2,17          |
| 66   | Michał Chaberek        | przyjmujący  | AZS UWM Olsztyn             | 24         | 21        | 39     | 12                        | 1,83          |
| 70   | Tomasz Kowalczyk       | środkowy     | AZS UWM Olsztyn             | 26         | 92        | 148    | 69                        | 1,61          |
| 83   | Tomasz Stańczuk        | środkowy     | AZS UWM Olsztyn             | 24         | 9         | 12     | 3                         | 0,75          |
| 90   | Paweł Zagumny          | rozgrywający | AZS UWM Olsztyn             | 25         | 76        | 43     | 23                        | 0,56          |
| 102  | Jakub Oczko            | rozgrywający | AZS UWM Olsztyn             | 26         | 48        | 13     | 11                        | 0,26          |
| 116  | Marek Wawrzyniak       | przyjmujący  | AZS UWM Olsztyn             | 23         | 7         | 1      | 1                         | 0,12          |
| 119  | Krzysztof Andrzejewski | libero       | AZS UWM Olsztyn             | 26         | 99        | 1      | 1                         | 0,01          |

### Ranking „Przyjęcie na set”
| Poz. | Zawodnik               | Specjalność | Drużyna                | Roz. mecze | Roz. sety | Bardzo dobre | Bardzo dobre na set |
| ---- | ---------------------- | ----------- | ---------------------- | ---------- | --------- | ------------ | ------------------- |
| 1    | Bojan Janić            | przyjmujący | Trefl Gdańsk           | 8          | 23        | 61           | 2,65                |
| 2    | Marcin Mierzejewski    | libero      | ZAKSA Kędzierzyn-Koźle | 29         | 127       | 304          | 2,42                |
| 3    | Michał Dębiec          | libero      | Delecta Bydgoszcz      | 25         | 102       | 251          | 2,41                |
| 4    | Krzysztof Andrzejewski | libero      | AZS UWM Olsztyn        | 26         | 99        | 242          | 2,4                 |
| 16   | Paweł Siezieniewski    | przyjmujący | AZS UWM Olsztyn        | 26         | 92        | 166          | 1,92                |
| 21   | Olli Kunnari           | przyjmujący | AZS UWM Olsztyn        | 26         | 94        | 163          | 1,76                |
| 32   | Michał Chaberek        | przyjmujący | AZS UWM Olsztyn        | 24         | 21        | 27           | 1,26                |
| 49   | Tomasz Stańczuk        | środkowy    | AZS UWM Olsztyn        | 24         | 9         | 1            | 0,5                 |
| 53   | Marek Wawrzyniak       | przyjmujący | AZS UWM Olsztyn        | 23         | 7         | 1            | 0,17                |
| 56   | Wojciech Grzyb         | środkowy    | AZS UWM Olsztyn        | 26         | 97        | 6            | 0,07                |
| 74   | Grzegorz Szymański     | atakujący   | AZS UWM Olsztyn        | 24         | 54        | 1            | 0,01                |

### Ranking „Blok na set”
| Poz. | Zawodnik            | Specjalność  | Drużyna                                            | Roz. mecze | Roz. sety | Zdobycie punktu blokiem | Blok na set |
| ---- | ------------------- | ------------ | -------------------------------------------------- | ---------- | --------- | ----------------------- | ----------- |
| 1    | Wojciech Jurkiewicz | środkowy     | Jastrzębski Węgiel                                 | 28         | 105       | 83                      | 0,79        |
| 2    | Łukasz Kadziewicz   | środkowy     | Trefl Gdańsk                                       | 19         | 63        | 48                      | 0,76        |
| 3    | Jurij Hładyr        | środkowy     | J.W.Construction OSRAM AZS Politechnika Warszawska | 26         | 105       | 79                      | 0,75        |
| 9    | Wojciech Grzyb      | środkowy     | AZS UWM Olsztyn                                    | 26         | 97        | 60                      | 0,62        |
| 17   | Tomasz Stańczuk     | środkowy     | AZS UWM Olsztyn                                    | 24         | 9         | 5                       | 0,56        |
| 21   | Tomasz Kowalczyk    | środkowy     | AZS UWM Olsztyn                                    | 26         | 92        | 50                      | 0,54        |
| 29   | Paweł Siezieniewski | przyjmujący  | AZS UWM Olsztyn                                    | 26         | 92        | 35                      | 0,38        |
| 31   | Grzegorz Szymański  | atakujący    | AZS UWM Olsztyn                                    | 24         | 54        | 19                      | 0,35        |
| 41   | Paweł Zagumny       | rozgrywający | AZS UWM Olsztyn                                    | 25         | 76        | 23                      | 0,3         |
| 45   | Olli Kunnari        | przyjmujący  | AZS UWM Olsztyn                                    | 26         | 94        | 27                      | 0,29        |
| 46   | Michał Chaberek     | przyjmujący  | AZS UWM Olsztyn                                    | 24         | 21        | 6                       | 0,29        |
| 66   | Tomasz Józefacki    | atakujący    | AZS UWM Olsztyn                                    | 26         | 77        | 17                      | 0,22        |
| 73   | Jakub Oczko         | rozgrywający | AZS UWM Olsztyn                                    | 26         | 48        | 9                       | 0,19        |

### Ranking „Zagrywka na set”
| Poz. | Zawodnik            | Specjalność  | Drużyna            | Roz. mecze | Roz. sety | Zagrywka punktowa | Średnia ilość asów na set |
| ---- | ------------------- | ------------ | ------------------ | ---------- | --------- | ----------------- | ------------------------- |
| 1    | Krzysztof Janczak   | atakujący    | Delecta Bydgoszcz  | 20         | 40        | 8                 | 0,59                      |
| 2    | Martin Sopko        | przyjmujący  | Delecta Bydgoszcz  | 25         | 98        | 46                | 0,46                      |
| 3    | Mariusz Wlazły      | atakujący    | PGE Skra Bełchatów | 24         | 67        | 28                | 0,42                      |
| 25   | Tomasz Kowalczyk    | środkowy     | AZS UWM Olsztyn    | 26         | 92        | 20                | 0,22                      |
| 28   | Paweł Siezieniewski | przyjmujący  | AZS UWM Olsztyn    | 26         | 92        | 19                | 0,21                      |
| 41   | Olli Kunnari        | przyjmujący  | AZS UWM Olsztyn    | 26         | 94        | 20                | 0,18                      |
| 41   | Grzegorz Szymański  | atakujący    | AZS UWM Olsztyn    | 24         | 54        | 17                | 0,18                      |
| 51   | Tomasz Józefacki    | atakujący    | AZS UWM Olsztyn    | 26         | 77        | 11                | 0,16                      |
| 65   | Wojciech Grzyb      | środkowy     | AZS UWM Olsztyn    | 26         | 97        | 11                | 0,12                      |
| 65   | Marek Wawrzyniak    | przyjmujący  | AZS UWM Olsztyn    | 23         | 7         | 1                 | 0,12                      |
| 72   | Michał Chaberek     | przyjmujący  | AZS UWM Olsztyn    | 24         | 21        | 2                 | 0,1                       |
| 89   | Tomasz Stańczuk     | środkowy     | AZS UWM Olsztyn    | 24         | 9         | 1                 | 0,06                      |
| 97   | Paweł Zagumny       | rozgrywający | AZS UWM Olsztyn    | 25         | 76        | 3                 | 0,03                      |
| 108  | Jakub Oczko         | rozgrywający | AZS UWM Olsztyn    | 26         | 48        | 1                 | 0,01                      |

### Ranking „Atak na set”
| Poz. | Zawodnik            | Specjalność  | Drużyna                     | Zdobyte punkty atakiem | Zdobyte punkty atakiem na set |
| ---- | ------------------- | ------------ | --------------------------- | ---------------------- | ----------------------------- |
| 1    | Mikko Oivanen       | atakujący    | Asseco Resovia              | 345                    | 3,82                          |
| 2    | Zbigniew Bartman    | przyjmujący  | Domex Tytan AZS Częstochowa | 411                    | 3,71                          |
| 3    | Mariusz Wlazły      | atakujący    | PGE Skra Bełchatów          | 244                    | 3,7                           |
| 5    | Olli Kunnari        | przyjmujący  | AZS UWM Olsztyn             | 344                    | 3,55                          |
| 11   | Grzegorz Szymański  | atakujący    | AZS UWM Olsztyn             | 208                    | 3,19                          |
| 25   | Tomasz Józefacki    | atakujący    | AZS UWM Olsztyn             | 176                    | 2,43                          |
| 30   | Paweł Siezieniewski | przyjmujący  | AZS UWM Olsztyn             | 202                    | 2,17                          |
| 51   | Wojciech Grzyb      | środkowy     | AZS UWM Olsztyn             | 138                    | 1,48                          |
| 53   | Michał Chaberek     | przyjmujący  | AZS UWM Olsztyn             | 31                     | 1,46                          |
| 73   | Tomasz Kowalczyk    | środkowy     | AZS UWM Olsztyn             | 78                     | 0,89                          |
| 87   | Tomasz Stańczuk     | środkowy     | AZS UWM Olsztyn             | 6                      | 0,37                          |
| 95   | Paweł Zagumny       | rozgrywający | AZS UWM Olsztyn             | 17                     | 0,23                          |
| 112  | Jakub Oczko         | rozgrywający | AZS UWM Olsztyn             | 3                      | 0,04                          |